# بیهارکرستش
بیهارکرستش (به مجاری:  Biharkeresztes) یک منطقهٔ مسکونی در مجارستان است که در ناحیه برتیواوی‌فالو واقع شده‌است. بیهارکرستش ۴۹٫۲۶ کیلومتر مربع مساحت و ۴٬۱۴۹ نفر جمعیت دارد.